# Techno-populisme
Le technopopulisme, désigne un mélange de populisme et de technocratie. C'est une une stratégie politique dans laquelle un leader ou un mouvement se présente à la fois comme la voix du peuple (contre les élites corrompues) et comme porteur d’une expertise technique incontestable, guidé par la science, les faits, ou des « solutions efficaces ».